# Општина Акаксочитлан (Идалго)
Акаксочитлан (шп. Acaxochitlán) општина је у Мексику у савезној држави Идалго. Општина се налази на надморској висини од 2254 м.

## Становништво
Према подацима из 2010. у општини је живело 40583 становника.

### Хронологија
| Година       | 2000                  | 2005                  | 2010                  |
| ------------ | --------------------- | --------------------- | --------------------- |
| Становништво | 36978 (17933 / 19045) | 34892 (16763 / 18129) | 40583 (19390 / 21193) |

### Попис
| \| \| м \| \| \| ж \| \| 0—2 \| 1.452 \| \| \| 1.524 \| \| 3—5 \| 1.562 \| \| \| 1.586 \| \| 6—11 \| 3.115 \| \| \| 3.055 \| \| 12—14 \| 1.416 \| \| \| 1.427 \| \| 15—17 \| 1.382 \| \| \| 1.438 \| \| 18—24 \| 2.533 \| \| \| 2.798 \| \| 60+ \| 1.237 \| \| \| 1.621 \| \| Просек : \| 24,9 \| \| \| 26,3 \| |       |  |  |       |
| |       |  |  |       |
| | м     |  |  | ж     |
| 0—2 | 1.452 |  |  | 1.524 |
| 3—5 | 1.562 |  |  | 1.586 |
| 6—11 | 3.115 |  |  | 3.055 |
| 12—14 | 1.416 |  |  | 1.427 |
| 15—17 | 1.382 |  |  | 1.438 |
| 18—24 | 2.533 |  |  | 2.798 |
| 60+ | 1.237 |  |  | 1.621 |
| Просек : | 24,9  |  |  | 26,3  |

| #   | Индикатор                                                                                        | Вредност |
| --- | ------------------------------------------------------------------------------------------------ | -------- |
| 1   | Становништво од 0 до 2 године                                                                    | 2976     |
| 2   | Мушко становништво од 0 до 2 године                                                              | 1452     |
| 3   | Женско становништво од 0 до 2 године                                                             | 1524     |
| 4   | Становништво са 3 и више година                                                                  | 37382    |
| 5   | Мушко становништво са 3 и више година                                                            | 17826    |
| 6   | Женско становништво са 3 и више година                                                           | 19556    |
| 7   | Становништво са 5 и више година                                                                  | 35306    |
| 8   | Мушко становништво са 5 и више година                                                            | 16801    |
| 9   | Женско становништво са 5 и више година                                                           | 18505    |
| 10  | Становништво са 12 и више година                                                                 | 28064    |
| 11  | Мушко становништво са 12 и више година                                                           | 13149    |
| 12  | Женско становништво са 12 и више година                                                          | 14915    |
| 13  | Становништво са 15 и више година                                                                 | 25221    |
| 14  | Мушко становништво са 15 и више година                                                           | 11733    |
| 15  | Женско становништво са 15 и више година                                                          | 13488    |
| 16  | Становништво са 18 и више година                                                                 | 22401    |
| 17  | Мушко становништво са 18 и више година                                                           | 10351    |
| 18  | Женско становништво са 18 и више година                                                          | 12050    |
| 19  | Становништво од 3 до 5 година                                                                    | 3148     |
| 20  | Мушко становништво од 3 до 5 година                                                              | 1562     |
| 21  | Женско становништво од 3 до 5 година                                                             | 1586     |
| 22  | Становништво од 6 до 11 година                                                                   | 6170     |
| 23  | Мушко становништво од 6 до 11 година                                                             | 3115     |
| 24  | Женско становништво од 6 до 11 година                                                            | 3055     |
| 25  | Становништво од 8 до 14 година                                                                   | 6895     |
| 26  | Мушко становништво од 8 до 14 година                                                             | 3465     |
| 27  | Женско становништво од 8 до 14 година                                                            | 3430     |
| 28  | Становништво од 12 до 14 година                                                                  | 2843     |
| 29  | Мушко становништво од 12 до 14 година                                                            | 1416     |
| 30  | Женско становништво од 12 до 14 година                                                           | 1427     |
| 31  | Становништво од 15 до 17 година                                                                  | 2820     |
| 32  | Мушко становништво од 15 до 17 година                                                            | 1382     |
| 33  | Женско становништво од 15 до 17 година                                                           | 1438     |
| 34  | Становништво од 18 до 24 године                                                                  | 5331     |
| 35  | Мушко становништво од 18 до 24 године                                                            | 2533     |
| 36  | Женско становништво од 18 до 24 године                                                           | 2798     |
| 37  | Женско становништво од 15 до 49 година                                                           | 10587    |
| 38  | Становништво са 60 и више година                                                                 | 2858     |
| 39  | Мушко становништво са 60 и више година                                                           | 1237     |
| 40  | Женско становништво са 60 и више година                                                          | 1621     |
| 41  | Однос између мушкараца и жена                                                                    | 91.49    |
| 42  | Становништво од нуле до 14 година                                                                | 15137    |
| 43  | Становништво од 15 до 64 године                                                                  | 23189    |
| 44  | Становништво од 65 година и више                                                                 | 2032     |
| 45  | Просечан број деце                                                                               | 2.81     |
| 46  | Становништво рођено у ентитету                                                                   | 37882    |
| 47  | Мушко становништво рођено у ентитету                                                             | 18212    |
| 48  | Женско становништво рођено у ентитету                                                            | 19670    |
| 49  | Становништво рођено у другом ентитету                                                            | 2315     |
| 50  | Мушко становништво рођено у другом ентитету                                                      | 977      |
| 51  | Женско становништво рођено у другом ентитету                                                     | 1338     |
| 52  | Становништво од 5 година и више резидентно у ентитету у јуну 2005. године                        | 34401    |
| 53  | Мушко становништво старосног доба од 5 година и више, резидентно у ентитету у јуну 2005. године  | 16349    |
| 54  | Женско становништво старосног доба од 5 и више година, резидентно у ентитету у јуну 2005. године | 18052    |
| 55  | Становништво од 5 година и више које је живело у другом ентитету у јуну 2005. године             | 567      |
| 56  | Мушко становништво старије од 5 година које је живело у другом ентитету у јуну 2005. године      | 249      |
| 57  | Женско становништво старије од 5 година које је живело у другом ентитету у јуну 2005. године     | 318      |
| 58  | Становништво од 3 године и више које говори аутохтони језик                                      | 14155    |
| 59  | Мушко становништво старо 3 године и више које говори аутохтони језик                             | 6707     |
| 60  | Женско становништво старо 3 године и више које говори аутохтони језик                            | 7448     |
| 61  | Становништво од 3 године и више које говори аутохтони језик и не говори шпански језик            | 1157     |
| 62  | Мушко становништво старо 3 године и више које говори аутохтони језик и не говори шпански         | 380      |
| 63  | Женско становништво старо 3 године и више које говори аутохтони језик и не говори шпански језик  | 777      |
| 64  | Становништво старо 3 године и више које говори аутохтони језик и шпански                         | 12652    |
| 65  | Мушко становништво старо 3 године и више које говори аутохтони језик и шпански                   | 6176     |
| 66  | Женско становништво старо 3 године и више које говори аутохтони језик и шпански                  | 6476     |
| 67  | Становништво од 5 година и више које говори аутохтони језик                                      | 13645    |
| 68  | Становништво од 5 година и више које говори аутохтони језик и не говори шпански језик            | 916      |
| 69  | Становништво од 5 година и више које говори аутохтони језик и говори шпански језик               | 12393    |
| 70  | Становништво у домородачким домаћинствима                                                        | 21129    |
| 71  | Становништво са ограничењима у активностима                                                      | 1027     |
| 72  | Становништво са ограниченим ходањем или кретањем, горе или доле                                  | 496      |
| 73  | Становници са ограничењима вида, чак и уз кориштење сочива                                       | 245      |
| 74  | Становништво са ограничењима говора, комуникације или конверзације                               | 120      |
| 75  | Становништво са ограниченим слухом                                                               | 125      |
| 76  | Становништво са ограничењима при одевању, купању или јелу                                        | 41       |
| 77  | Становништво са ограничењима у опажању или учењу једноставних ствари                             | 36       |
| 78  | Становништво са менталним ограничењима                                                           | 100      |
| 79  | Становништво без ограничења активности                                                           | 38967    |
| 80  | Становништво од 3 до 5 година које не похађа школу                                               | 2139     |
| 81  | Мушко становништво од 3 до 5 година које не похађа школу                                         | 1063     |
| 82  | Женско становништво од 3 до 5 година које не похађа школу                                        | 1076     |
| 83  | Становништво од 6 до 11 година које не похађа школу                                              | 395      |
| 84  | Мушко становништво од 6 до 11 година које не похађа школу                                        | 194      |
| 85  | Женско становништво од 6 до 11 година које не похађа школу                                       | 201      |
| 86  | Становништво од 12 до 14 година које не похађа школу                                             | 506      |
| 87  | Мушко становништво од 12 до 14 година које не похађа школу                                       | 248      |
| 88  | Женско становништво од 12 до 14 година које не похађа школу                                      | 258      |
| 89  | Становништво од 15 до 17 година похађа школу                                                     | 1046     |
| 90  | Мушко становништво од 15 до 17 година похађа школу                                               | 529      |
| 91  | Женско становништво између 15 и 17 година живота у школи                                         | 517      |
| 92  | Становништво од 18 до 24 године похађа школу                                                     | 427      |
| 93  | Мушко становништво од 18 до 24 године похађа школу                                               | 196      |
| 94  | Женско становништво од 18 до 24 године похађа школу                                              | 231      |
| 95  | Становништво од 8 до 14 година које не може да чита и пише                                       | 642      |
| 96  | Мушко становништво старосног доба од 8 до 14 година које не може да чита и пише                  | 336      |
| 97  | Женско становништво старосног доби од 8 до 14 година које не може да чита и пише                 | 306      |
| 98  | Становништво од 15 година и више које је неписмено                                               | 5989     |
| 99  | Мушко становништво од 15 година и више које је неписмено                                         | 2023     |
| 100 | Женско становништво од 15 година и више које је неписмено                                        | 3966     |
| 101 | Становништво старо 15 и више година без школовања                                                | 5804     |
| 102 | Мушко становништво старо 15 и више година без школовања                                          | 2020     |
| 103 | Женско становништво старо 15 и више година без школовања                                         | 3784     |
| 104 | Становништво старосног доба 15 и више година са непотпуним основним образовањем                  | 4416     |
| 105 | Мушко становништво старосног доба од 15 година и више са непотпуном основним образовањем         | 2287     |
| 106 | Женско становништво старосног доба 15 и више година са непотпуном основним образовањем           | 2129     |
| 107 | Становништво старо 15 и више година са комплетним основним образовањем                           | 6272     |
| 108 | Мушко становништво старо 15 година и више са комплетним основним образовањем                     | 3035     |
| 109 | Женско становништво старо 15 и више година са комплетним основним образовањем                    | 3237     |
| 110 | Становништво старосног доба 15 и више година са непотпуним средњим образовањем                   | 1077     |
| 111 | Мушко становништво старосног доба од 15 година и више са непотпуним средњим образовањем          | 623      |
| 112 | Женско становништво старосног доба од 15 година и више са непотпуним средњим образовањем         | 454      |
| 113 | Становништво старо 15 и више година са пуним секундарном образовањем                             | 5345     |
| 114 | Мушко становништво старосног доба од 15 година и више са пуним секундарном образовањем           | 2738     |
| 115 | Женско становништво старосног доба од 15 година и више са пуним секундарном образовањем          | 2607     |
| 116 | Становништво старије од 18 година са постосновним образовањем                                    | 1867     |
| 117 | Мушко становништво старије од 18 година са постосновним образовањем                              | 847      |
| 118 | Женско становништво старије од 18 година са постосновним образовањем                             | 1020     |
| 119 | Просечна оцена школовања                                                                         | 5.36     |
| 120 | Просечан ниво образовања мушке популације                                                        | 5.71     |
| 121 | Просечан ниво образовања женског становништва                                                    | 5.06     |
| 122 | Економски активно становништво                                                                   | 13343    |
| 123 | Економски активна мушка популација                                                               | 10408    |
| 124 | Економски активна женска популација                                                              | 2935     |
| 125 | Становништво које није економски активно                                                         | 14596    |
| 126 | Мушко становништво које није економски активно                                                   | 2681     |
| 127 | Женско становништво које није економски активно                                                  | 11915    |
| 128 | Запослено становништво                                                                           | 12210    |
| 129 | Запослено мушко становништво                                                                     | 9387     |
| 130 | Запослено женско становништво                                                                    | 2823     |
| 131 | Незапослена популација                                                                           | 1133     |
| 132 | Незапослена мушка популација                                                                     | 1021     |
| 133 | Незапослена женска популација                                                                    | 112      |
| 134 | Становништво без права на здравствене услуге                                                     | 17954    |
| 135 | Становништво које има право на здравствене услуге                                                | 22313    |
| 136 | Становништво које има право на ИМСС                                                              | 931      |
| 137 | Становништво које има право на социјално осигурање                                               | 345      |
| 138 | Становништво које има право на државно социјално осигурање                                       | 16       |
| 139 | Становништво које има право на опште осигурање или здравствено осигурање за нову генерацију      | 20840    |
| 140 | Становништво које је било једном или није било у браку током 12 година и више                    | 9615     |
| 141 | Венчано или уједињено становништво од 12 година и више                                           | 16219    |
| 142 | Становништво које је било у браку или уједињено 12 година и више                                 | 2185     |
| 143 | Становништво са католичком религијом                                                             | 36892    |
| 144 | Протестанти, еванђелисти и библијски следбеници различити од еванђелиста                         | 2477     |
| 145 | Становништво са другим религијама различитим од претходних                                       | 5        |
| 146 | Становништво без религије                                                                        | 272      |
| 147 | Укупно пописаних домаћинства                                                                     | 8165     |
| 148 | Пописна домаћинства на челу са мушкарцима                                                        | 6511     |
| 149 | Пописна домаћинства на челу са женама                                                            | 1654     |
| 150 | Становништво у пописним домаћинствима                                                            | 40354    |
| 151 | Становништво у пописним домаћинствима на челу са мушкарцима                                      | 34022    |
| 152 | Становништво у пописним домаћинствима на челу са женама                                          | 6332     |
| 153 | Укупно домаћинстава                                                                              | 10330    |
| 154 | Укупно насељених домаћинстава                                                                    | 8239     |
| 155 | Укупно приватних кућа                                                                            | 10256    |
| 156 | Насељени приватни домови                                                                         | 8165     |
| 157 | Укупно насељених приватних кућа                                                                  | 8238     |
| 158 | Ненасељене приватне куће                                                                         | 1175     |
| 159 | Појединачна домаћинства за привремену употребу                                                   | 916      |
| 160 | Становници у насељеним приватним кућама                                                          | 40354    |
| 161 | Насељеност станара у приватним становима                                                         | 4.94     |
| 162 | Просечно становника по соби у приватним насељеним домаћинствима                                  | 1.62     |
| 163 | Појединачна домаћинства са подовима од различитих материјала од земље                            | 7083     |
| 164 | Појединачна домаћинства у приземљу                                                               | 1049     |
| 165 | Појединачна домаћинства са једном спаваћом собом                                                 | 3978     |
| 166 | Појединачна домаћинства са две спаваће собе и више                                               | 4150     |
| 167 | Појединачна домаћинства са једним собом                                                          | 621      |
| 168 | Појединачна домаћинства са две собе                                                              | 2489     |
| 169 | Појединачна домаћинства са 3 собе и више                                                         | 5011     |
| 170 | Појединачна домаћинства која имају електрично светло                                             | 7628     |
| 171 | Појединачна домаћинства која немају електрично светло                                            | 489      |
| 172 | Појединачна домаћинства која имају водоводну воду у стамбеном простору                           | 4839     |
| 173 | Појединачна домаћинства која немају водоводну воду у стамбеном простору                          | 3292     |
| 174 | Појединачна домаћинства која имају тоалет                                                        | 7065     |
| 175 | Појединачна домаћинства која имају канализацију                                                  | 4666     |
| 176 | Појединачна домаћинства која немају канализацију                                                 | 3444     |
| 177 | Појединачна домаћинства која имају електрично светло, довод воде из јавне мреже и канализацију   | 3330     |
| 178 | Појединачна домаћинства без икаквих услова                                                       | 902      |
| 179 | Појединачна домаћинства која имају радио                                                         | 5456     |
| 180 | Појединачна домаћинства која имају телевизор                                                     | 6366     |
| 181 | Појединачна домаћинства која имају фрижидер                                                      | 2963     |
| 182 | Појединачна домаћинства која имају машину за веш                                                 | 1627     |
| 183 | Појединачна домаћинства која имају аутомобил или комби                                           | 2541     |
| 184 | Појединачна домаћинства која имају рачунар                                                       | 313      |
| 185 | Појединачна домаћинства која имају фиксну телефонску линију                                      | 918      |
| 186 | Појединачна домаћинства која имају мобилни телефон                                               | 2994     |
| 187 | Појединачна домаћинства која имају приступ интернету                                             | 113      |